# Luzbel (banda)
Luzbel es una banda mexicana de heavy metal, creada en 1983 por el guitarrista Raúl Fernández Greñas y el bajista Antonio Morante; tras el regreso a México de Raúl Greñas luego de haber sido miembro de una banda inglesa llamada Red, que tomaba como referencia en su sonido a grupos británicos de la NWOBHM, principalmente Iron Maiden y Judas Priest.

## Historia

### Inicios 1983-1984
El inicio de Luzbel se remonta al año de 1983 cuando Raúl Greñas decide formar una banda en la Ciudad de México, luego de tres años residiendo en Inglaterra. Durante su estancia en el país cuna del metal, Raúl audicionó cada semana con diferentes bandas, y en ciertas audiciones lograba estar entre los 3 primeros lugares; no obstante, las bandas inglesas no le daban mérito aparentemente por ser mexicano, y finalmente volvió de Inglaterra por razones migratorias. Aun así, el haber audicionado tantas veces le sirvió para obtener mucha experiencia, lo que finalmente le sirvió para que en 1981 entrara al grupo Red, cuya alineación estuvo conformada por: Paul Red (voz), Paul The Boss (bajo), Raúl Greñas (guitarra), Paul Barnard (guitarra) y Graham (batería). Con Red, Raúl Greñas grabó 3 canciones (incluidas en el demo de Luzbel titulado El comienzo de 1983), pero pronto la banda Red tuvo que separarse debido a que Raúl tenía ya problemas migratorios y tuvo que volver a México.
Ya en México, Raúl Greñas se da la tarea de buscar miembros para formar un nuevo grupo, y es así como surge la primera alineación de Luzbel, con Guillermo Herrejón en la voz, Antonio Morante en el bajo, Hugo Tamés en la batería, Fernando Landeros en la segunda guitarra, y Raúl Greñas en la primera guitarra. Con dicha alineación se graba el primer demo solo la canción «Wishper of death», por problemas familiares sale Guillermo Herrejón e ingresa Jorge Cabrera, quien graba el segundo demo, (que sería publicado tiempo después), con siete canciones inéditas, donde sobresalen temas como: «Father's son», «Dead spirit (La magia está en el aire)», «Whisper of death (Susurro de muerte)» y «Holocausto», cuyo sonido es muy parecido al que tenía Red, solo que esta vez se incluyen canciones en español.
Poco tiempo después empiezan los primeros conflictos, pues que la banda tocaba en bares donde les pagaban muy bien, pero la banda debía tocar covers y la gran mayoría de las veces dejaban de lado el material original de la banda, por lo que Raúl no ve con buenos ojos esta situación y le exige a la banda únicamente tocar sus canciones originales para poder darse a conocer por su propio material, lo que provocó que Fernando Landeros, Hugo Tamez y Jorge Cabrera decidieran salirse definitivamente del grupo por temor a que la banda no se pudiera sostener, dejando a Antonio Morante y Raúl Greñas con las riendas del grupo.

### La era Metal Caído 1984-1986
Tiempo después los miembros del grupo aún existente deciden seguir con la banda y reclutar nuevos miembros, y poco tiempo después se les unen Sergio López en la batería y Arturo Huizar en la voz, y comienzan a grabar su segundo demo totalmente dirigido al heavy metal de la época. Poco tiempo pasó para que el grupo se enterara de que el sello discográfico Warner Music había creado un subsello de nombre Comrock con el fin de Apoyar el rock en español de México y le presentan su demo; los dueños de Comrock deciden aceptar el demo y patrocinar al grupo, para que luego, en 1985, surgiera el afamado EP Metal Caído del Cielo. Había nacido la mancuerna formada por Raúl Greñas (guitarra y música) y Arturo Huizar (voz y letras), a quienes se unieron Antonio Morante (bajo) y Sergio López (batería).
La banda decidió hacer dos vídeos de sus canciones: «Esta noche es nuestra» y «La gran ciudad»; sin embargo, aunque el disco tuvo una buena distribución, no contó con la promoción necesaria y su música no fue difundida en ninguna estación de radio; y lo mismo pasó con los vídeos, ya que no fueron transmitidos por ninguna televisora. Esa fue en parte la razón que evitó un éxito masivo de la banda.
Durante 1986 Luzbel inicia la grabación de su primer LP de estudio: Pasaporte al infierno, siendo éste el disco más exitoso de la banda y, según sus seguidores, el mejor disco hasta la fecha. Para este disco se cuenta con la integración de Alejandro Vázquez en la batería, tras la temprana salida de Sergio López. La portada de este disco es un trabajo realizado por el pintor mexicano José Manuel Schmill†.
Luzbel se presentó por todo el país, y también en Los Ángeles y San Francisco; aunque cuando se presentaban en el interior de la república, los integrantes de la banda eran tachados de satánicos. Hubo alguna ocasión en la que trataron de hacer un programa de televisión sobre la banda Luzbel en la Ciudad de México, pero el gobierno capitalino lo impidió, en gran medida porque había desterrado al rock desde años atrás por lo ocurrido durante el Festival de Rock y Ruedas en 1971.

### La era Juan Bolaños 1986-1990
Es en 1986 cuando Huizar es despedido del grupo por indisciplina, según comenta el bajista y cofundador de la banda Antonio "La Rana" Morante, su última tocada fue en el Gimnasio Nuevo León en Monterrey, Nuevo León el 18 de julio de 1986; es relevado por Juan Bolaños quien hace su debut el 2 de octubre de 1986. Es entonces como Luzbel graba y publica su tercer disco en 1987, el homónimo Luzbel; que a la postre sería el último de la banda para el sello Warner Music. Con Juan Bolaños en la voz, Luzbel obtiene un nuevo estilo y muchos de los seguidores de la banda no lo aceptaban porque se acostumbraron a la anterior alineación de Luzbel.
Para este tiempo se vuelven a poner de moda los mensajes ocultos que se escuchaban en los discos tocándolos de manera inversa, muestra de ello fueron grupos internacionales como Mötley Crüe y Ozzy Osbourne. Esta propuesta de los grupos, o quizá, esta estrategia comercial de las disqueras, no podía faltar en bandas mexicanas, y desde luego, no podía faltar en Luzbel; siendo en este mismo disco, al comenzar la canción «Holocausto» (cuyo verdadero nombre es Lluvia de metal), donde se puede escuchar una muestra de estos mensajes ocultos. Había rumores de que la banda era satánica lo que tiempo después desmintió Raúl en una entrevista:

La idea se dio allá en Ciudad Juárez donde dimos unas tocadas, nos decían los organizadores que nosotros manejábamos mensajes ocultos en las nuestras canciones (hasta Juan Gabriel también) y que poníamos mensajes al revés, y les dijimos que para nada, que nosotros no hacíamos ese tipo de cosas pero tal fue el barullo el "relajito"  que dijimos "orale ¿¿eso es lo que creen?? Ahí les va de a de veras y lo hicimos ,nos divertimos mucho ».
Raúl Greñas

En 1990, ya con Hugo Támez en la batería y Francisco Yescas en la segunda guitarra, graban el disco ¡¿Otra Vez?!, para el sello independiente Discos Sánchez. Este cuarto disco de Luzbel incluye un cover de los Beatles, en español, llamado "Por nadie".
Poco tiempo después, los miembros del grupo tienen ciertas diferencias, especialmente Raúl Greñas y Hugo Támez, y la banda decide separarse, a pesar de que Juan Bolaños se negaba a darle fin al grupo, sin embargo, al ser Raúl Greñas el que tomaba las decisiones de la banda, además de ser dueño legal del nombre Luzbel, termina por aceptarlo. Después de eso, en 1990, Raúl Greñas decide formar una nueva banda con el nombre de "Argus", lanzando su primer disco titulado El vigilante, donde destacaba Raúl Greñas en la guitarra, como era de esperarse.

### La Rebelión de los Desgraciados 1993-1995
Tiempo después en 1992 Argus se separa Raúl greñas decide volver a forma Luzbel y en 1994, tras un largo periodo de separación, Luzbel se volvía a reunir. Esta vez fue el turno para el regreso de Arturo Huizar en la voz, Alejandro Vázquez en la batería y ahora, como un plus, Zito Martínez en el bajo. Esta reunión de Luzbel no fue bien vista por Juan Bolaños, lo cual deja claro en una entrevista en la que dice lo siguiente:

«Yo no estaba de acuerdo por desaparecer de la noche a la mañana a un grupo en el cual has invertido tus ilusiones, tu trabajo, tu esfuerzo, tu disciplina, el tiempo de varios años de mi vida sólo porque alguien dice se acabó porque yo forme el grupo adiós, hasta mañana que
te vaya bien pues como no puede ser algo que a uno le pueda agradar mucho,pero no me quedó de otra porque no hubo secundaria de nada, todo mundo lo acepto por que había un acuerdo donde dijimos que ni él ni yo ni nadie iba a resucitar el nombre de Luzbel. .».
Juan Bolaños.

El fruto de esta reunión es la realización del álbum La rebelión de los desgraciados, para Sony music; de cual se desprenden los sencillos: «Generación pasiva», «Contrato suicida» y «Resucitando el sentido». Disco que también fue relanzado por cuenta de Discos y Cintas Denver, cambiándole la portada y con errores de remasterización.
Después de la gira USA 96 Raúl Fernández Greñas decide desintegrar Luzbel y comenzar una nueva aventura musical lejos de los reflectores. Lo último que aparece en el mercado con el nombre de Luzbel fue el lanzamiento de una recopilación llamada Luzbel lo mejor, así como nuevas remasterizaciones de los tres álbumes con Warner Music.

### El Plagio 1998-2016
Tiempo después Arturo Huizar, sin el consentimiento de Raúl Greñas, quiso volver a formar Luzbel; sin embargo, por problemas legales por el uso indebido del nombre Luzbel, Raúl greñas lanzó varias demandas en contra de Huizar y, poco después, este último decide cambiar la u por la v, quedando su banda con el nombre de "Lvzbel".

### Luzbel en el nuevo milenio 2000-2006
En el año 2000 varias bandas mexicanas de heavy metal deciden grabar un disco en homenaje a Luzbel, por parte de la discográfica Metrópoli Records, titulado: Tributo a Luzbel.
En el Año 2003 la banda tuvo un breve retorno a los escenarios nuevamente con Juan Bolaños como vocalista, en su momento se hablo de la grabación de un "Ep" pero solo se hicieron pocas presentaciones en directo siendo documentada la actuación del 5 de mayo de 2003 en el centro de espectáculos "El Rayo" en el Estado de México, dicha presentación se lanzó a la venta en el disco Bootleg "Luzbel en vivo 2003". 
Ya en el año 2006 salió a la venta un disco doble en vivo llamado: Otra vez en vivo desde el infierno!!!, realizado por la gente del Tianguis Cultural El Chopo, basándose en material obtenido de unas cintas que alguien grabó utilizando una simple grabadora casera en uno de los dos conciertos de la gira del disco ¡¿Otra vez?!, y que permaneció inédito hasta ese entonces. El disco incluye la versión de «Por Piedad» en voz de Juan Bolaños, así como otros temas de la época de Huizar. Este disco no es más que un recopilado y arreglado de los conciertos realizados para programas de Televisa.

### Resurgimiento de Luzbel, la era Mike de la Rosa 2012- 2017
A mediados de 2012, Raúl Greñas anunció que le daría nueva vida al grupo y regresaría a los escenarios para reivindicar el nombre de Luzbel que por tantos años fue usado ilegalmente por Huizar en sus conciertos de cada vez más baja calidad. En diciembre de 2012 se destapó esta información de manera formal en la entonces página oficial de Luzbel y se dio a conocer la nueva alineación que acompañaría a Raúl Greñas en este resurgimiento de la banda, se integrarían Mike de la Rosa en la voz, Jorge Curiel en la batería, Vic Nava y Mata en el bajo y Neo Medina como segunda guitarra, aunque este último dejó la banda pocos meses después.
La primera presentación de este resurgimiento fue el 28 de febrero de 2013 en el Teatro Aldama de la Ciudad de México que pasó a la historia como uno de los conciertos más esperados por los fanáticos de la banda, así comienzan una gira por distintas ciudades de la República Mexicana. Para esta gira grabaron el álbum "Regreso al Origen" que incluía los éxitos más representativos de la banda pero en esta ocasión con nuevos arreglos y una mejor calidad de grabación además de incluir dos temas totalmente nuevos, la gran calidad de este material les trajo como recompensa el premio IMAS 2014 en la categoría de mejor disco de metal, al respecto de este álbum, Raúl Greñas ha comentado que finalmente logró la calidad de grabación que siempre quiso para estas canciones.
En 2016 Luzbel presenta el disco "El Tiempo de Odio" logrando confirmar con mayor fuerza su regreso a la escena del metal en México, este álbum pasa a la historia de la banda como el de mayor duración al incluir catorce canciones, además de lograr obtener cuatro estrellas y media (de cinco) en la crítica de la revista Rolling Stone, una calificación que muy pocas bandas en México han obtenido hasta la fecha.
El 2017 queda marcado en la historia de la banda por dos cosas, la primera es el lanzamiento de su primer DVD oficial titulado "En Vivo en el Vive", que rescata a su vez la primera participación de Luzbel en el gran festival Vive Latino en su edición número XV, una de la presentaciones más esperadas por los fanáticos de la banda en 2014. La segunda es la salida de Mike de la Rosa como vocalista de la banda, esta noticia toma por sorpresa a todos los fanáticos que se preguntaban las razones (hasta ahora no muy claras) de esta salida. Este suceso representa una pequeña pausa en las actividades de la banda a finales de ese año aunque no pasó mucho tiempo para que la banda encontrara un nuevo cantante.

### Nuevo vocalista: Mike Glez 2018
El 1ro de diciembre del 2017 la banda anunció en Facebook que un nuevo vocalista reemplazaría a Mike de La Rosa. La noticia se volvió viral cuando el público notó el potencial del nuevo miembro de la banda: Mike Glez, quien a través de un video de tipo "teaser" (corto) mostró el estilo que aportaría a la nueva alineación. Después de meses de arduos ensayos y el lanzamiento de un sencillo de dos canciones Mike Glez debuta como Vocalista de forma exitosa el 14 de abril de 2018 iniciando una exitosa gira por distintas ciudades de México y el extranjero, a fines del 2018 Luzbel presenta un nuevo videoclip y anuncia la grabación de un nuevo LP que ha causado grandes expectativas. En enero de 2019 el Bajista Vic Nava anuncia que se retira del grupo debido a diferentes compromisos profesionales y personales que le impiden enfocarse y dedicarle tiempo al grupo, Vic Nava se despidió de los fanes a través de un emotivo video en las redes oficiales del grupo siendo su último concierto como bajista oficial el día 26 de enero en Ciudad de México. En Febrero Luzbel anuncia a Humberto Vázquez como bajista del grupo, Humberto Vázquez ya fue elemento de Luzbel en 1992 y a fines del 2018 ya se había presentado en algunos shows como bajista invitado.

### EP “El Retorno a la Oscuridad” 2019
En marzo de 2019 Luzbel da el anuncio sobre la grabación del nuevo EP, El cual se realizó sin contratiempos en el estudio La Rocka Producciones, Ciudad de México.
En julio de 2019 el periodista Luis Jasso revela grandes detalles de los temas del nuevo material de Luzbel llamado "El Retorno a la Obscuridad”, se anuncia al famoso ingeniero/productor sueco Dan Swanö (Unisound) como el encargado de la mezcla y la masterización, también se da a conocer la portada del disco que será de nueva cuenta una de las obras del célebre pintor Mexicano José Manuel Schmill. La banda anuncia fechas de conciertos en diferentes estados de la República Mexicana, comenzando por el bajío. 
A finales de 2019 la banda anunció la composición y grabación de un nuevo disco  de larga duración sin embargo por las causas derivadas de la pandemia la banda tuvo que posponer presentaciones y el lanzamiento de su nuevo material inédito, en julio de 2020 el sello discográfico Sade Records anuncio un nuevo disco que llevara por nombre "Principio y Final Historia de una Década" con grabaciones inéditas con los exvocalistas de Luzbel Jorge Cabrera y Arturo Huizar grabaciones inéditas que conservó guardadas  Humberto Vázquez, bajista de Luzbel, Mike Glez y Raúl Greñas a través de las redes sociales anuncian que su actividad no se detiene ya que continúan grabando y componiendo mas material inédito independiente del nuevo disco ya en producción.
El título, la portada y el arte del nuevo álbum (LP - long play) no se dieron a conocer sino hasta finales de 2023 e inicios de 2024
En octubre de 2020 el baterista Jorge Curiel sale de la banda después de 8 años para dedicarse a sus propios proyectos,en diciembre de ese mismo año se da a conocer que el baterista Randy Corona sería el nuevo integrante de la banda.

### Los Hijos de Adán 2024
El 23 de diciembre de 2023 en las redes sociales de la banda se estrena la canción "Los Hijos de Adán" con la que se confirma que el material del mismo nombre saldría muy pronto.
En mayo de 2024 por fin se anuncia que el día 1 de junio se estrenaría en Spotify el nuevo álbum para agrado de todos los fans y revelándose por fin el arte de la portada. El 11 de julio del mismo año el disco sale en formato físico.
Al respecto Raúl Fernández Greñas mencionaría que: "Las canciones de este disco que estamos tocando en vivo las reciben muy muy bien, como si fueran canciones ya clásicas, con una aceptación mucho más allá de lo que me imaginaba. Por fortuna “Los Hijos de Adán” tuvo un impacto fuerte e inmediato, es algo grandioso y yo no me lo esperaba, me ha sorprendido ver la cantidad de seguidores jóvenes que tenemos, gente que no vivió el Luzbel de los ochentas, les gusta nuestro mucho nuestro trabajo actual y nuestra banda en vivo les parece genial, eso me lo dicen directamente y para mí es muy halagador, pero es el resultado de nuestro trabajo."

### Raúl Greñas: el único titular del grupo y nombre Luzbel
En 2016 INDAUTOR (México) determinó mediante una sentencia definitiva que los derechos del nombre de Luzbel pertenecen exclusivamente a su fundador Raúl Fernández Greñas, a esto se suma otra sentencia definitiva emitida en 2017 por un Tribunal Colegiado en Materia Administrativa el cual reconoció a Raúl Fernández Greñas como fundador y único dueño y autor del grupo Luzbel. Todos los registros de marca y logo iguales, similares o alusivos al nombre artístico Luzbel otorgados  por el IMPI(México) ya fuese ilegalmente o en contraposición al artículo 151 de la Ley de la Propiedad Industrial quedaron sin validez protegiendo a Raul Fernández Greñas como titular del nombre y uso exclusivo.

## Estilo e influencias
El estilo de la banda es heavy metal con influencias de Ozzy Osbourne, Iron Maiden, Motörhead, Judas Priest y Black Sabbath; tal es el caso del disco ¡¿Otra vez?!, uno de sus discos más importantes; así como de su demo denominado El Comienzo, mismo que tiene un estilo de rock británico.

## Formaciones

### 1983
- Raúl Fernández Greñas: guitarra líder;
- José Guillermo Herrejón Delgadillo (WillyNoise): voz;
- Hugo Tamez: batería;
- Antonio (La Rana) Morante: Bajo;
- Fernando Landeros: guitarra.

### 1983- 1984
- Raúl Fernández Greñas: guitarra;
- Jorge Cabrera: voz;
- Hugo Tamez: batería;
- Antonio Morante: bajo;
- Fernando Landeros: guitarra.

### 1985
- Raúl Fernández Greñas: guitarra;
- Arturo Huizar: voz;
- Sergio López: batería;
- Antonio Morante: bajo;

### 1985 - 1986
- Raúl Fernández Greñas: guitarra;
- Arturo Huizar: voz;
- Alejandro Vázquez: batería;
- Antonio Morante: bajo;

### 1987 - 1988
- Raúl Fernández Greñas: guitarra;
- Juan Bolaños: voz;
- Alejandro Vázquez (baterista): batería;
- Antonio (La Rana) Morante: bajo;

### 1989 - 1990
- Raúl Fernández Greñas: guitarra;
- Juan Bolaños: voz;
- Antonio (La Rana) Morante: bajo;
- Francisco Yescas: Guitarra;
- Hugo Tamez: batería.

### 1992 - 1994
- Raúl Fernández Greñas: guitarra;
- Arturo Huizar: voz;
- Alejandro Vázquez: batería;
- Zito Martínez: bajo.

### 2003 - 2006
- Raúl Fernández Greñas: guitarra;
- Juan Bolaños: voz;
- Francisco "Paco Rock" Hernández: Guitarra;
- Daniel Kano: bajo;
- Armando "Magnvz" Bolaños: batería.

### 2012 - 2013
- Raúl Fernández Greñas: guitarra
- Mike De La Rosa: Voz
- Vic Nava y Mata : bajo
- Neo H. Medina: guitarra
- Jorge Curiel: batería

### 2013 - 2017
- Raúl Fernández Greñas: guitarra
- Mike De La Rosa: Voz
- Vic Nava y Mata : bajo
- Jorge Curiel: batería

### 2018 - 2019
- Raúl Fernández Greñas: guitarra
- Mike Glez: Voz
- Vic Nava y Mata: bajo
- Jorge Curiel: batería

### 2019 - 2020
- Raúl Fernández Greñas: guitarra
- Mike Glez: Voz
- Humberto Vazquez: bajo
- Jorge Curiel: batería

### Última formación conocida
La alineación actual de la banda es:
- Raúl Fernández Greñas: guitarra
- Mike Glez: Voz
- Humberto Vazquez bajo
- Randy Corona: batería

## Discografía

### Sencillos
| Nombre                | Sello         | Año  |
| --------------------- | ------------- | ---- |
| «Luzbel»              | Comrock       | 1985 |
| «Kirieleison»         | Independiente | 2013 |
| «Mienten»             | Independiente | 2016 |
| «Aúlla»               | Independiente | 2016 |
| «LGC/El Errante»      | Independiente | 2018 |
| «Coronado de espinas» | La Rocka      | 2018 |

### Álbumes de estudio / LP
| Nombre                          | Sello                  | Año  |
| ------------------------------- | ---------------------- | ---- |
| Pasaporte al infierno           | Warner Music           | 1986 |
| Luzbel (álbum)                  | Warner Music           | 1987 |
| ¡¿Otra vez?!                    | Discos Sánchez         | 1990 |
| La rebelión de los desgraciados | Sony Music             | 1994 |
| El comienzo                     | Discos y cintas denver | 1997 |
| Regreso al origen               | Ceiba Recordings       | 2013 |
| El tiempo de odio               | Sade Records México    | 2016 |
| Los Hijos de Adán               | American Line Prods    | 2024 |

### Demo / EP
| Nombre                     | Sello         | Tipo     | Año  |
| -------------------------- | ------------- | -------- | ---- |
| Whisper Of Death           | independiente | DemoTape | 1983 |
| Rock Pesado/El Comienzo    | Independiente | DemoTape | 1983 |
| Metal caído del cielo      | Warner Music  | EP       | 1985 |
| El Retorno A La Obscuridad | Sade Records  | EP       | 2019 |

### Recopilaciones
| Nombre                                   | Sello                     | Año  |
| ---------------------------------------- | ------------------------- | ---- |
| Luzbel lo mejor                          | Warner Music              | 1997 |
| Regreso al origen                        | Independiente             | 2013 |
| Principio Y Final Historia De Una Década | Sade Records México       | 2020 |
| Directo y Sin Regreso                    | Living Metal Producciones | 2021 |

## Videos
| Nombre                     | Año  |
| -------------------------- | ---- |
| Está Noche Es Nuestra      | 1985 |
| En vivo en el vive         | 2017 |
| La Gran Ciudad             | 2018 |
| Directo y Sin Regreso(DVD) | 2021 |

## Tributos (álbumes musicales)
| Nombre                                        | Sello             | Año       |
| --------------------------------------------- | ----------------- | --------- |
| Tributo a luzbel                              | Metropoli records | 2000      |
| Tributo al angel caído, Luzbel                | Metaltitlan       | 2006      |
| Por Los Buenos Tiempos, volumen 1 y volumen 2 | Gus Santana       | 2011/2018 |

## Documentales
| Nombre                                   | Director           | Año     |  |
| ---------------------------------------- | ------------------ | ------- |  |
| Rock Mexicano - México Siglo 20          | Editorial Clio     | 1990 -? |  |
| En Busca Del Rock Mexicano - Cápsula 66  | Ricardo Rico       | 2012    |  |
| Detrás Del Rock                          | J Carlos Bocanegra | 2014    |  |
| METAL: la verdad los enviará al infierno | J Carlos Bocanegra | 2015    |  |
| Atrapado En El Metal                     | Mario Valencia     | 2017    |  |
| Metal; del Cielo al Infierno             | J Carlos Bocanegra | 2019    |  |
| PORQUE SOMOS DE METAL                    | Luis B. Carranco   | 2021    |  |

## Proyectos paralelos
- Argus (Raúl Fernández Greñas) (1990 - 1992)
- Proyecto Millenium (Raúl Fernández Greñas) (1999)
- Huizar (Proyecto solista de Arturo Huizar) (1990 - 1992-2004)
- Piel Indígena (Raul Greñas - Andremar Mallet) (En producción)
- Jorge Curiel (Metal Progresivo)
- AIAM (Proyecto Solista de Mike Glez)
- Made Iron (TributeBand, Mike De La Rosa-Jorge Curiel)
- IGUANA POWER TRÍO (Humberto Vazquez)
- Barktok (Juan Bolaños Band)
- Mike De La Rosa